# Mecaphesa cincta
Mecaphesa cincta là một loài nhện trong họ Thomisidae.
Loài này thuộc chi Mecaphesa. Mecaphesa cincta được Eugène Simon miêu tả năm 1900.